# Rudolf Levers
Rudolf Levers (* 10. Dezember 1915 in Petersburg; † 1989) war ein Schweizer Illustrator und Graphiker. 

## Leben
1920 emigrierte Rudolf Levers mit seiner Mutter Hedwig Levers in die Schweiz, wo diese in zweiter Ehe Eduard Ammann heiratete. Nach der Schule absolvierte Rudolf eine Zeichenlehre und begann danach seine Laufbahn als Graphiker und Illustrator. Er lebte und arbeitete in Zürich, wo er 1942 Flora Alice Löbnitz heiratete. Aus der Ehe gingen zwei Söhne hervor. Schliesslich richtete sich Levers in Zürich ein Atelier ein, wo die meisten seiner Arbeiten entstanden.

## Werk
Levers illustrierte zahlreiche Bücher mit Federzeichnungen. Zu den von ihm illustrierten Büchern gehören Die Privatversicherung in der Schweiz (1939), Tierlischau (1958), Soldatenbuch (1958), Wie man Frauen gewinnt, fast ohne Mühe (1959), Die Hagenbuben und der Unbekannt (1959), Frankreich bittet zu Tisch (1960), Was trinkt man in Italien (1960), Tips für Teenager (1961), Was trinkt man in Österreich? (1961), Jakob, der flotte Kamerad (1961), Wie man der Ehe entgeht (1961), Wie man die Ehe übersteht (1961), Intermezzo auf Corviglia (1967), Zivilverteidigungsbüchlein (1969), Lebensversicherungs-Fibel (1969), Heimatkunde der Stadt Zürich (1969), Spiel Blockflöte (1974), Das erste Lebensjahr (1975), Uf em Stallbänkli (1977), Ihr Kind ist krank, was nun? (1979) und De Guschti im Grand-Hotel (1983).
Mehrere dieser Bücher stammten vom Schriftsteller Friedrich Walti. Levers Illustrationen im Soldatenbuch und Zivilverteidigungsbuch haben ihn während des Kalten Krieges in der ganzen Schweiz bekannt gemacht. Ebenfalls grosse Popularität erlangte er mit seinen zahlreichen Schallplatten-Covers für Märchen von Trudi Gerster und den Abenteuern des Chaschperli. Daneben entstanden humorvolle, farbenfrohe Werke für den Schweizer Illustrierten Eulenspiegel. Ab den 1950er Jahren arbeitete er für die Jugendzeitschrift Der Globi.
Levers entwarf zahlreiche Plakate, darunter Werbeplakate wie für die Firma Walther, diverse Zigarettenmarken sowie politische Plakate – meist für den Landesring der Unabhängigen.